# Euphyllia divisa
Euphyllia divisa is een rifkoralensoort uit de familie van de Euphylliidae. De wetenschappelijke naam van de soort is voor het eerst geldig gepubliceerd in 1979 door Veron & Pichon.
De soort komt voor in het Indo-Pacifisch gebied, bij Australië, in Zuidoost-Azië, bij de Riukiu-eilanden ten zuiden van Japan, in de Oost-Chinese Zee, bij de Salomonseilanden, Fiji en Palau. Ze staat op de Rode Lijst van de IUCN geklasseerd als 'gevoelig'.